# Anthony Pannekoeck
Ne doit pas être confondu avec Anton Pannekoek.
Antoni, Anthoni ou Anthony Pannekoeck ou Pannecoeck, né en 1615 ( ? ) et mort en 1679, est un compositeur néerlandais.

## Œuvres
On connaît peu de choses de la vie de ce compositeur.  En 1646 parut Rooselijns oochjes (Les Petits Yeux de Rosette), un recueil de madrigaux néerlandais dont l'auteur des paroles est le poète Daniel Joncktys.  Ce recueil perdu n'est connu que par des sources secondaires.